# 시마즈 데루코
시마즈 테루코 (島津 暐子, 가에이 4년 1월 16일 (1851년 2월 16일) ~ 메이지 2년 5월 24일 (1869년 5월 5일))은, 사츠마번 최후의 번주 시마즈 타다요시의 정실이다. 다른이름으로는 테루히메(暐姫)이다.
타다요시의 큰아버지이자 전 번주인 시마즈 나리아키라의 3녀이다. 어머니는 측실인 스마이다. 동복자매로는 노리코 (가에이 5년 5월 27일 (1852년 7월 14일) ~ 메이지 36년 (1903년))와 야스코 (가에이 6년 10월 30일 (1853년 11월 30일) ~ 메이지 12년 (1879년) 5월 24일)가 있다.
1869년에 장녀 후사코를 낳지만, 난산으로 사망했다. 타다요시의 후처가 되는 동생 야스코도 1879년에 난산으로 사망하였다.

## 가계

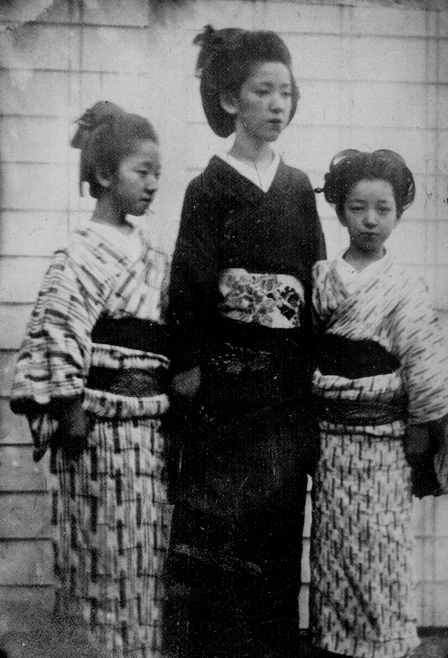
시마즈 나리아키라가 촬영했다고 알려진 딸들의 사진.왼쪽부터 노리코, 테루코, 야스코이다.

| 시마즈 테루코 | 아버지 : 시마즈 나리아키라 | 조부 : 시마즈 나리오키 | 증조부 : 시마즈 나리노부               |
| 시마즈 테루코 | 아버지 : 시마즈 나리아키라 | 조부 : 시마즈 나리오키 | 증조모 : 스즈키 카츠나오의 딸          |
| 시마즈 테루코 | 아버지 : 시마즈 나리아키라 | 조모 : 이요히메        | 증조부 : 이케다 하루미치               |
| 시마즈 테루코 | 아버지 : 시마즈 나리아키라 | 조모 : 이요히메        | 증조모 : 이쿠히메 (다테 시게무라의 딸) |
| 시마즈 테루코 | 어머니 : 이쥬인 스마       | 조부 : 불명            |                                        |
| 시마즈 테루코 | 어머니 : 이쥬인 스마       | 조모 : 불명            |                                        |